# Подлесный сельсовет (Тамбовская область)
Подлесный сельсовет — сельское поселение в Сосновском районе Тамбовской области Российской Федерации.
Административный центр — село Подлесное.

## География
В южной части Подлесный сельсовет граничит со Стёжинским сельсоветом, на севере — с Октябрьским сельсоветом. В западной части с Зелёновским сельсоветом, в восточной — Троицковихляйским сельсоветом.

## История
Статус и границы сельского поселения установлены Законом Тамбовской области от 17 сентября 2004 года № 232-З «Об установлении границ и определении места нахождения представительных органов муниципальных образований в Тамбовской области».
Законом Тамбовской области от 26 июля 2017 года № 128-З, 7 августа 2017 года были преобразованы, путём их объединения, Подлесный и Стёжинский сельсоветы — в Подлесный сельсовет с административным центром в селе Подлесное.

## Население
| 2010  | 2012  | 2013  | 2014  | 2015  | 2016  | 2017  |
| ----- | ----- | ----- | ----- | ----- | ----- | ----- |
| 1089  | ↘1076 | ↘1057 | ↘1017 | ↗1485 | ↘1440 | ↘1379 |
| 2018  | 2019  | 2020  | 2021  |       |       |       |
| ↗2069 | ↘1997 | ↘1952 | ↗2066 |       |       |       |

## Состав сельского поселения
| № | Населённый пункт       | Тип населённого пункта       | Население |
| - | ---------------------- | ---------------------------- | --------- |
| 1 | Октябрьское            | село                         | 169       |
| 2 | Подлесное              | село, административный центр | ↘1057     |
| 3 | Советское              | село                         | 388       |
| 4 | Стёжинское лесничество | посёлок                      | 8         |
| 5 | Стёжки                 | село                         | 887       |